# Bad World Tour
Bad World Tour bila je prva svjetska turneja američkog glazbenika Michaela Jacksona kao solo umjetnika, koja se održala u Japanu, Australiji, Sjedinjenim Američkim Državama i Europi od 12. rujna 1987. do 27. siječnja 1989. godine.
Turneja je bila sponzorirana od strane Pepsi i trajala je 16 mjeseci. U tom vremenu održana su 123 koncerta pred 4,4 milijun obožavatelja diljem 15 zemalja. Po završetku turneje Jackson je zaradio 125 milijuna dolara, te je u Guinnessovu knjigu upisao dva nova svjetska rekorda, u povijesti najvećom zaradi na turneji i najviše posjećenom turnejom u povijesti.
U travnju 1989. godine, turneja je bila nominirana za "Tour of the Year 1988" od Rock International Awards. Nagradu nije dobila, no ništa ne može umanjiti činjenicu da je Jacksonova prva solo turneja bila najveća i najuspješnija u povijesti.
Na svakom koncertu (barem u SAD-u) Jackson je osigurao 400 ulaznica koje su bile rezervirane za siromašnu djecu. Ulaznice su bile podijeljene preko bolnica, sirotišta i dobrotvornih organizacija.

## Popis izvedbi
Popis je bio sličan Jacksonovoj prethodnoj turneji i posljednjoj sa sastavom Jackson 5, Victory Tour iz 1984. godine. Razlog tome je bio Jacksonov nedostatka vremena radi priprema za turneju.
| Prvi dio 1. "Wanna Be Startin' Somethin'" 2. "Things I Do for You" 3. "Off the Wall" 4. "Human Nature" 5. "This Place Hotel" 6. "She's out of My Life" 7. Jackson 5 Medley - "I Want You Back" - "The Love You Save" - "I'll Be There" 8. "Rock with You" 9. "Lovely One" 10. "Bad Groove" Interlude 11. "Workin' Day and Night" 12. "Beat It" 13. "Billie Jean" 14. "Shake Your Body (Down to the Ground)" 15. "Thriller" 16. "I Just Can't Stop Loving You" (Duet s patećom pjevačicom Sheryl Crow) 17. "Bad" | Drugi dio 1. "Wanna Be Startin' Somethin'" 2. "This Place Hotel" 3. "Another Part of Me" 4. "I Just Can't Stop Loving You" (Duet s patećom pjevačicom Sheryl Crow) 5. "She's out of My Life" 6. Jackson 5 Medley - "I Want You Back" - "The Love You Save" - "I'll Be There" 7. "Rock with You" 8. "Human Nature" 9. "Smooth Criminal" 10. "Dirty Diana" 11. "Thriller" 12. "Bad Groove" Interlude 13. "Workin' Day and Night" 14. "Beat It" 15. "Billie Jean" 16. "Bad" 17. "The Way You Make Me Feel" (Encore) 18. "Man in the Mirror" (Encore) |

## Datum turneja
| #                    | Datum               | Grad            | Država            | Mjesto održavanja                                   | Posjećenost po koncertu |
| -------------------- | ------------------- | --------------- | ----------------- | --------------------------------------------------- | ----------------------- |
| Prvi dio             |                     |                 |                   |                                                     |                         |
| Japan I              |                     |                 |                   |                                                     |                         |
| 1                    | 12. rujna 1987.     | Tokyo           | Japan             | Korakuen Stadium                                    | 45.000                  |
| 2                    | 13. rujna 1987.     | Tokyo           | Japan             | Korakuen Stadium                                    | 45.000                  |
| 3                    | 14. rujna 1987.     | Tokyo           | Japan             | Korakuen Stadium                                    | 45.000                  |
| 4                    | 19. rujna 1987.     | Osaka           | Japan             | Hankyu Nishinomiya Stadium                          | 48.000                  |
| 5                    | 20. rujna 1987.     | Osaka           | Japan             | Hankyu Nishinomiya Stadium                          | 48.000                  |
| 6                    | 21. rujna 1987.     | Osaka           | Japan             | Hankyu Nishinomiya Stadium                          | 48.000                  |
| 7                    | 25. rujna 1987.     | Yokohama        | Japan             | Yokohama Stadium                                    | 38.000                  |
| 8                    | 26. rujna 1987.     | Yokohama        | Japan             | Yokohama Stadium                                    | 38.000                  |
| 9                    | 27. rujna 1987.     | Yokohama        | Japan             | Yokohama Stadium                                    | 38.000                  |
| 10                   | 3. listopada 1987.  | Yokohama        | Japan             | Yokohama Stadium                                    | 38.000                  |
| 11                   | 4. listopada 1987.  | Yokohama        | Japan             | Yokohama Stadium                                    | 38.000                  |
| 12                   | 10. listopada 1987. | Osaka           | Japan             | Osaka Stadium                                       | 32.000                  |
| 13                   | 11. listopada 1987. | Osaka           | Japan             | Osaka Stadium                                       | 32.000                  |
| 14                   | 12. listopada 1987. | Osaka           | Japan             | Osaka Stadium                                       | 32.000                  |
| Australija           |                     |                 |                   |                                                     |                         |
| 15                   | 13. studenog 1987.  | Melbourne       | Australija        | Olympic Park Stadium                                | 45.000                  |
| 16                   | 20. studenog 1987.  | Sydney          | Australija        | Parramatta Stadium                                  | 45.000                  |
| 17                   | 21. studenog 1987.  | Sydney          | Australija        | Parramatta Stadium                                  | 45.000                  |
| 18                   | 25. studenog 1987.  | Brisbane        | Australija        | Brisbane Entertainment Centre                       | 13.500                  |
| 19                   | 28. studenog 1987.  | Brisbane        | Australija        | Brisbane Entertainment Centre                       | 13.500                  |
| Drugi dio            |                     |                 |                   |                                                     |                         |
| Sjeverna Amerika I   |                     |                 |                   |                                                     |                         |
| 20                   | 23. veljače 1988.   | Kansas City     | Sjedinjene Države | Kemper Arena                                        | 16.960                  |
| 21                   | 24. veljače 1988.   | Kansas City     | Sjedinjene Države | Kemper Arena                                        | 16.960                  |
| 22                   | 3. ožujka 1988.     | New York City   | Sjedinjene Države | Madison Square Garden                               | 19.000                  |
| 23                   | 4. ožujka 1988.     | New York City   | Sjedinjene Države | Madison Square Garden                               | 19.000                  |
| 24                   | 5. ožujka 1988.     | New York City   | Sjedinjene Države | Madison Square Garden                               | 19.000                  |
| 25                   | 12. ožujka 1988.    | St. Louis       | Sjedinjene Države | St. Louis Arena                                     | 18.000                  |
| 26                   | 13. ožujka 1988.    | St. Louis       | Sjedinjene Države | St. Louis Arena                                     | 18.000                  |
| 27                   | 18. ožujka 1988.    | Indianapolis    | Sjedinjene Države | Market Square Arena                                 | 17.000                  |
| 28                   | 19. ožujka 1988.    | Indianapolis    | Sjedinjene Države | Market Square Arena                                 | 17.000                  |
| 29                   | 20. ožujka 1988.    | Louisville      | Sjedinjene Države | Freedom Hall                                        | 19.000                  |
| 30                   | 23. ožujka 1988.    | Denver          | Sjedinjene Države | McNichols Sports Arena                              | 20.125                  |
| 31                   | 24. ožujka 1988.    | Denver          | Sjedinjene Države | McNichols Sports Arena                              | 20.125                  |
| 32                   | 30. ožujka 1988.    | Hartford        | Sjedinjene Države | Hartford Civic Center                               | 30.060                  |
| 33                   | 31. ožujka 1988.    | Hartford        | Sjedinjene Države | Hartford Civic Center                               | 30.060                  |
| 34                   | 1. travnja 1988.    | Hartford        | Sjedinjene Države | Hartford Civic Center                               | 30.060                  |
| 35                   | 8. travnja 1988.    | Houston         | Sjedinjene Države | The Summit                                          | 40.000                  |
| 36                   | 9. travnja 1988.    | Houston         | Sjedinjene Države | The Summit                                          | 40.000                  |
| 37                   | 10. travnja 1988.   | Houston         | Sjedinjene Države | The Summit                                          | 40.000                  |
| 38                   | 13. travnja 1988.   | Atlanta         | Sjedinjene Države | Omni Coliseum                                       | 23.000                  |
| 39                   | 14. travnja 1988.   | Atlanta         | Sjedinjene Države | Omni Coliseum                                       | 23.000                  |
| 40                   | 15. travnja 1988.   | Atlanta         | Sjedinjene Države | Omni Coliseum                                       | 23.000                  |
| 41                   | 19. travnja 1988.   | Chicago         | Sjedinjene Države | Rosemont Horizon                                    | 25.000                  |
| 42                   | 20. travnja 1988.   | Chicago         | Sjedinjene Države | Rosemont Horizon                                    | 25.000                  |
| 43                   | 21. travnja 1988.   | Chicago         | Sjedinjene Države | Rosemont Horizon                                    | 25.000                  |
| 44                   | 25. travnja 1988.   | Dallas          | Sjedinjene Države | Reunion Arena                                       | 19.980                  |
| 45                   | 26. travnja 1988.   | Dallas          | Sjedinjene Države | Reunion Arena                                       | 19.980                  |
| 46                   | 27. travnja 1988.   | Dallas          | Sjedinjene Države | Reunion Arena                                       | 19.980                  |
| 47                   | 4. svibnja 1988.    | Minneapolis     | Sjedinjene Države | Met Center                                          | 21.660                  |
| 48                   | 5. svibnja 1988.    | Minneapolis     | Sjedinjene Države | Met Center                                          | 21.660                  |
| 49                   | 6. svibnja 1988.    | Minneapolis     | Sjedinjene Države | Met Center                                          | 21.660                  |
| Europe               |                     |                 |                   |                                                     |                         |
| 50                   | 23. svibnja 1988.   | Rome            | Italija           | Flaminio Stadium                                    | 35.000                  |
| 51                   | 24. svibnja 1988.   | Rome            | Italija           | Flaminio Stadium                                    | 35.000                  |
| 52                   | 29. svibnja 1988.   | Turin           | Italija           | Stadio Comunale di Torino                           | 56.640                  |
| 53                   | 2. lipnja 1988.     | Vienna          | Austrija          | Prater Stadium                                      | 60.000                  |
| 54                   | 5. lipnja 1988.     | Rotterdam       | Nizozemska        | Feijenoord Stadium                                  | 48.400                  |
| 55                   | 6. lipnja 1988.     | Rotterdam       | Nizozemska        | Feijenoord Stadium                                  | 48.400                  |
| 56                   | 7. lipnja 1988.     | Rotterdam       | Nizozemska        | Feijenoord Stadium                                  | 48.400                  |
| 57                   | 11. lipnja 1988.    | Gothenburg      | Švedska           | Eriksburg Shipyard                                  | 53.000                  |
| 58                   | 12. lipnja 1988.    | Gothenburg      | Švedska           | Eriksburg Shipyard                                  | 53.000                  |
| 59                   | 16. lipnja 1988.    | Basel           | Švicarska         | St. Jakob Stadium                                   | 59.000                  |
| 60                   | 19. lipnja 1988.    | Berlin          | Njemačka          | Platz der Republik (Reichstag Building/Berlin Wall) | 58.000                  |
| 61                   | 27. lipnja 1988.    | Pariz           | Francuska         | Parc des Princes Stadium                            | 64,000                  |
| 62                   | 28. lipnja 1988.    | Pariz           | Francuska         | Parc des Princes Stadium                            | 64,000                  |
| 63                   | 1. srpnja 1988.     | Hamburg         | Zapadna Njemačka  | Volkspark Stadium                                   | 60.000                  |
| 64                   | 3. srpnja 1988.     | Köln            | Zapadna Njemačka  | Mungersdorfer Stadium                               | 70.000                  |
| 65                   | 8. srpnja 1988.     | München         | Zapadna Njemačka  | Olympic Stadium                                     | 72.000                  |
| 66                   | 10. srpnja 1988.    | Hockenheim      | Zapadna Njemačka  | Hockenheimring                                      | 80.000                  |
| 67                   | 14. srpnja 1988.    | London          | Engleska          | Wembley Stadium                                     | 82.000                  |
| 68                   | 15. srpnja 1988.    | London          | Engleska          | Wembley Stadium                                     | 82.000                  |
| 69                   | 16. srpnja 1988.    | London          | Engleska          | Wembley Stadium                                     | 82.000                  |
| 70                   | 22. srpnja 1988.    | London          | Engleska          | Wembley Stadium                                     | 82.000                  |
| 71                   | 23. srpnja 1988.    | London          | Engleska          | Wembley Stadium                                     | 82.000                  |
| 72                   | 26. srpnja 1988.    | Cardiff         | Wales             | Cardiff Arms Park                                   | 60.000                  |
| 73                   | 30. srpnja 1988.    | Cork            | Irska             | Páirc Uí Chaoimh                                    | 60.000                  |
| 74                   | 31. srpnja 1988.    | Cork            | Irska             | Páirc Uí Chaoimh                                    | 60.000                  |
| 75                   | 5. kolovoza 1988.   | Marbella        | Španjolska        | Municipal Stadium                                   | 40.000                  |
| 76                   | 7. kolovoza 1988.   | Madrid          | Španjolska        | Vicente Calderón Stadium                            | 60.000                  |
| 77                   | 9. kolovoza 1988.   | Barcelona       | Španjolska        | Nou Camp Stadium                                    | 110.000                 |
| 78                   | 11. kolovoza 1988.  | Nice            | Francuska         | Stade Charles Ehrmann                               | 50.000                  |
| 79                   | 14. kolovoza 1988.  | Montpellier     | Francuska         | Stade Richter                                       | 70.000                  |
| 80                   | 19. kolovoza 1988.  | Lausanne        | Švicarska         | Stade Olympique de la Pontaise                      | 45.000                  |
| 81                   | 21. kolovoza 1988.  | Würzburg        | Zapadna Njemačka  | Talavera Wiesen                                     | 43.000                  |
| 82                   | 23. kolovoza 1988.  | Werchter        | Belgija           | Festival Grounds                                    | 55.000                  |
| 83                   | 26. kolovoza 1988.  | London          | Engleska          | Wembley Stadium                                     | 72.000                  |
| 84                   | 27. kolovoza 1988.  | London          | Engleska          | Wembley Stadium                                     | 72.000                  |
| 85                   | 29. kolovoza 1988.  | Leeds           | Engleska          | Roundhay Park                                       | 90.000                  |
| 86                   | 2. rujna 1988.      | Hannover        | Zapadna Njemačka  | Niedersachsen Stadium                               | 54.000                  |
| 87                   | 4. rujna 1988.      | Gelsenkirchen   | Zapadna Njemačka  | Park Stadium                                        | 60.000                  |
| 88                   | 6. rujna 1988.      | Linz            | Austrija          | Linzer Stadion                                      | 45.000                  |
| 89                   | 10. rujna 1988.     | Milton Keynes   | Engleska          | Milton Keynes Bowl                                  | 60.000                  |
| 90                   | 11. rujna 1988.     | Liverpool       | Engleska          | Aintree Racecourse                                  | 125.000                 |
| Sjeverna Amerika II  |                     |                 |                   |                                                     |                         |
| 91                   | 26 rujna 1988.      | Pittsburgh      | Sjedinjene Države | Civic Arena                                         | 16.230                  |
| 92                   | 27. rujna 1988.     | Pittsburgh      | Sjedinjene Države | Civic Arena                                         | 16.230                  |
| 93                   | 28. rujna 1988.     | Pittsburgh      | Sjedinjene Države | Civic Arena                                         | 16.230                  |
| 94                   | 3. listopada 1988.  | East Rutherford | Sjedinjene Države | Meadowlands Arena                                   | 20.350                  |
| 95                   | 4. listopada 1988.  | East Rutherford | Sjedinjene Države | Meadowlands Arena                                   | 20.350                  |
| 96                   | 6. listopada 1988.  | East Rutherford | Sjedinjene Države | Meadowlands Arena                                   | 20.350                  |
| 97                   | 10. listopada 1988. | Cleveland       | Sjedinjene Države | Richfield Coliseum                                  | 19.000                  |
| 98                   | 11. listopada 1988. | Cleveland       | Sjedinjene Države | Richfield Coliseum                                  | 19.000                  |
| 99                   | 13. listopada 1988. | Washington DC   | Sjedinjene Države | Capital Centre                                      | 17.470                  |
| 100                  | 17. listopada 1988. | Washington DC   | Sjedinjene Države | Capital Centre                                      | 17.470                  |
| 101                  | 18. listopada 1988. | Washington DC   | Sjedinjene Države | Capital Centre                                      | 17.470                  |
| 102                  | 19. listopada 1988. | Washington DC   | Sjedinjene Države | Capital Centre                                      | 17.470                  |
| 103                  | 24. listopada 1988. | Detroit         | Sjedinjene Države | The Palace of Auburn Hills                          | 16.670                  |
| 104                  | 25. listopada 1988. | Detroit         | Sjedinjene Države | The Palace of Auburn Hills                          | 16.670                  |
| 105                  | 26. listopada 1988. | Detroit         | Sjedinjene Države | The Palace of Auburn Hills                          | 16.670                  |
| 106                  | 7. studenog 1988.   | Irvine          | Sjedinjene Države | Irvine Meadows Amphitheater                         | 15.000                  |
| 107                  | 8. studenog 1988.   | Irvine          | Sjedinjene Države | Irvine Meadows Amphitheater                         | 15.000                  |
| 108                  | 9. studenog 1988.   | Irvine          | Sjedinjene Države | Irvine Meadows Amphitheater                         | 15.000                  |
| 109                  | 13. studenog 1988.  | Los Angeles     | Sjedinjene Države | Los Angeles Memorial Sports Arena                   | 18.000                  |
| Japan II             |                     |                 |                   |                                                     |                         |
| 110                  | 9. prosinca 1988.   | Tokyo           | Japan             | Tokyo Dome                                          | 45.000                  |
| 111                  | 10. prosinca 1988.  | Tokyo           | Japan             | Tokyo Dome                                          | 45.000                  |
| 112                  | 11. prosinca 1988.  | Tokyo           | Japan             | Tokyo Dome                                          | 45.000                  |
| 113                  | 17. prosinca 1988.  | Tokyo           | Japan             | Tokyo Dome                                          | 45.000                  |
| 114                  | 18. prosinca 1988.  | Tokyo           | Japan             | Tokyo Dome                                          | 45.000                  |
| 115                  | 19. prosinca 1988.  | Tokyo           | Japan             | Tokyo Dome                                          | 45.000                  |
| 116                  | 24. prosinca 1988.  | Tokyo           | Japan             | Tokyo Dome                                          | 45.000                  |
| 117                  | 25. prosinca 1988.  | Tokyo           | Japan             | Tokyo Dome                                          | 45.000                  |
| 118                  | 26. prosinca 1988.  | Tokyo           | Japan             | Tokyo Dome                                          | 45.000                  |
| Sjeverna Amerika III |                     |                 |                   |                                                     |                         |
| 119                  | 16. siječnja 1989.  | Los Angeles     | Sjedinjene Države | Los Angeles Memorial Sports Arena                   | 18.000                  |
| 120                  | 17. siječnja 1989.  | Los Angeles     | Sjedinjene Države | Los Angeles Memorial Sports Arena                   | 18.000                  |
| 121                  | 18. siječnja 1989.  | Los Angeles     | Sjedinjene Države | Los Angeles Memorial Sports Arena                   | 18.000                  |
| 122                  | 26. siječnja 1989.  | Los Angeles     | Sjedinjene Države | Los Angeles Memorial Sports Arena                   | 18.000                  |
| 123                  | 27. siječnja 1989.  | Los Angeles     | Sjedinjene Države | Los Angeles Memorial Sports Arena                   | 18.000                  |

## Izvođači
| - Prvi vokal, ples i koreografija: Michael Jackson - Glazbeni direktor: Greg Phillinganes - Asistent glazbenog direktora, direktor vokala: Kevin Dorsey - Prateći plesači: LaVelle Smith Jnr, Dominic Lucero, Evaldo Garcia, Randy Allaire - Prateći vokali: Kevin Dorsey, Darryl Phinnessee, Dorian Holley, Sheryl Crow | - Klavijature: Greg Phillinganes, Rory Kaplan - Synclavier sintisajzer: Christopher Currell - Digitalna gitara: Christopher Currell - Zvučni efekti: Christopher Currell - Bubnjevi: Ricky Lawson - Gitara: Jennifer Batten, Jon Clark - Bas gitara: Don Boyette - Keytar: Don Boyette |

## Impresum
| Tour Staff - Izvršni direktor: MJJ Productions - Izvršni producent: Frank DiLeo - Koordinator turneje: Sal Bonafede - Odvjetnik: Ziffren, Brittenham & Branca - Poslovni menadžer: Gelfand, Rennert & Feldman - Odnosi s javnošću: Solters/Roskin/Friedman Inc. - Koordinator sastava: Nelson Hayes - Asistent Michaela Jacksona: Jolie Levine - Djelatnici MJJ produkcije: Miko Brando, Martha Browning - Asistent Mr. DiLeoa: Meredith Besser - Asistent Mr. Bonafedea: Marcia Gilbreath - Direktor osiguranja: Bill Bray - Izvršni interpretator: Patrick Nopakun - Posebna zahvala: Kenny Rogers | - Asistent direktora: Jolie Levine - Koreografija: Michael Jackson - Asistent koreografije & izvedba: Vincent Paterson - Set Designed by: Tom McPhilips - Dizajn rasvjete: Allen Branton - Frizer & Make-up: Karen Faye - Fotografi: Sam Emerson, Harrison Funk (Rejoined Michael u Europi 1988.) |

## Vanjske poveznice
- Kolekcija ulaznica za turneju the Bad Tour
- Kolekcija postera za drugi dio turneje the Bad Tour
- Bad Tour 1988 DVD Promo Video 1
- Bad Tour 1988 DVD Promo Video 2